# Fairmont (Carolina del Nord)
Fairmont és una població dels Estats Units a l'estat de Carolina del Nord. Segons el cens del 2000 tenia 2.604 habitants.

## Demografia
Segons el cens del 2000, Fairmont tenia 2.604 habitants, 1.078 habitatges i 685 famílies. La densitat de població era de 452,9 habitants per km².
Dels 1.078 habitatges en un 27,4% hi vivien nens de menys de 18 anys, en un 33% hi vivien parelles casades, en un 27,1% dones solteres, i en un 36,4% no eren unitats familiars. En el 33,7% dels habitatges hi vivien persones soles el 18,6% de les quals corresponia a persones de 65 anys o més que vivien soles. El nombre mitjà de persones vivint en cada habitatge era de 2,32 i el nombre mitjà de persones que vivien en cada família era de 2,95.
Per edats la població es repartia de la següent manera: un 25,5% tenia menys de 18 anys, un 8% entre 18 i 24, un 21,7% entre 25 i 44, un 24,4% de 45 a 60 i un 20,4% 65 anys o més.
L'edat mediana era de 41 anys. Per cada 100 dones de 18 o més anys hi havia 66,5 homes.
La renda mediana per habitatge era de 17.194 $ i la renda mediana per família de 28.409 $. Els homes tenien una renda mediana de 28.597 $ mentre que les dones 17.716 $. La renda per capita de la població era de 12.006 $. Entorn del 30,4% de les famílies i el 32,9% de la població estaven per davall del llindar de pobresa.

## Poblacions més properes
El següent diagrama mostra les poblacions més properes.